# Шерис, Юозас Миколович
Юозас Миколович Шерис — советский хозяйственный, государственный и политический деятель.

## Биография
Родился в 1929 году в Литве. Член КПСС с 1957 года.
С 1951 года — на хозяйственной, общественной и политической работе. В 1951—1990 гг. — работник Каунасского политехнического института им, А. Снечкуса, начальник управления Каунасского горисполкома, первый заместитель председателя, председатель Каунасского горисполкома, министр коммунального хозяйства Литовской ССР, заместитель Председателя Совета Министров Литовской ССР.
Избирался депутатом Верховного Совета Литовской ССР 6-11-го созывов.
Жил в Литве.